# چن دا
چن دا شخصیتی خیالی در داستان یاغیان مردابها است و به «ببری که از نهر می‌پرد» شهرت دارد. او بی‌تاب و زودجوش است و صدای مهیبی دارد.